# Каплановский, Исаак-Богуслав Захарович
Исаа́к-Богусла́в (Исаа́к-Бо́аз) Заха́рович Каплано́вский  (пол. Bogusław Kapłanowski; 1814, Троки, Литовско-Виленская губерния — 12 [24] июля 1898, Троки, Виленская губерния) — потомственный почётный гражданин (с 1881), первый официальный Трокский караимский гахам (1868—1894).

## Биография
Родился в 1814 году в Троках (ныне Тракай, Литовская республика) в семье караимского религиозного судьи, рабби Захарьи Исааковича Каплановского (1759—1831, Троки) и его жены Деборы Нисановны. В семье он был одним из пятерых сыновей. Окончил мидраш со званием эрбы, или рабби. Имел хорошие знания в области древнееврейского языка и Библии, но не имел европейского высшего образования. C 1868 года занимал пост Трокского караимского гахама, ушёл с должности в 1894 году по причине старости. Умер в 1898 году в Троках на 84-м году жизни.

### Семья
Имел четверо братьев: Иосафат (ок. 1813, Троки — после 1886, Одесса), Яков, имена ещё двоих неизвестны. В 1886 году Иосафат Каплановский опубликовал книгу «Друг людей: Нравоучение караимскому юношеству с приведением текстов великих писателей священных книг».
Был женат на Рахели Ананьевне. Их сыновья:
- Ананий (Антоний/Антон) Богуславович Каплановский — начальник железнодорожной станции «Вильна» (с 1874), был награждён орденом св. Станислава 3-й ст., знаком отличия Красного Креста, медалью «За усмирение польского мятежа»[5];
- Ромуальд Богуславович Каплановский (1838/1840—1892) — доктор медицины (тема диссертации: «О способах открытия спорыньи в ржаной муке и в хлебе»; 1881), участник русско-турецкой войны[4][6];
- Юлиан Богуславович Каплановский (1846—1909)[7].

## Деятельность
Избран на пост гахама северо-западными караимами после утверждения в 1863 году нового общего положения: «О постановлениях касательно прав Караимов», взамен изданного в 1837 году старого: «Порядок управления духовными делами Таврического Караимского общества». По ходатайству трокских караимов, в новом постановлении шла речь о том, чтобы по примеру Таврического и Одесского караимского Духовного правления в Троках было создано Трокское караимское Духовное правление. Причиной этого стала отдалённость их от Евпатории, в которой располагалась резиденция Таврического и Одесского гахама, а также отсутствие в то время удобных путей сообщения c Крымом.
Был награждён золотой медалью «За усердие» для ношения на шее на Станиславской ленте.

### Комментарии
1. ↑  В Биографическом словаре Б. С. Ельяшевича отчество приведено ошибочно − Маврикиевич, что дублируется в Караимской народной энциклопедии и некоторых других источниках.